# Diva (pomme)
Diva est un cultivar de pommier domestique.
Nom botanique : Malus domestica diva

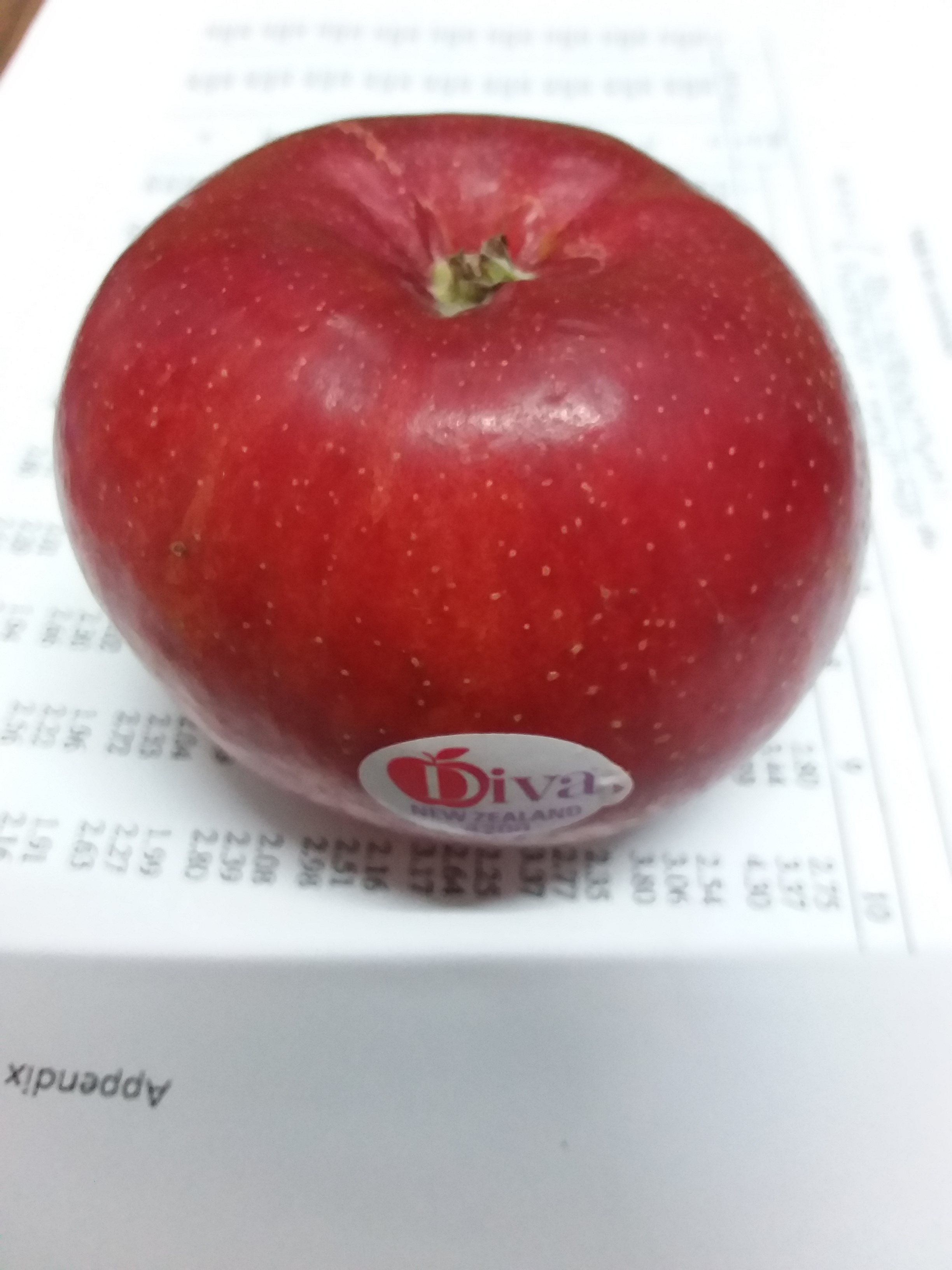
La Diva.

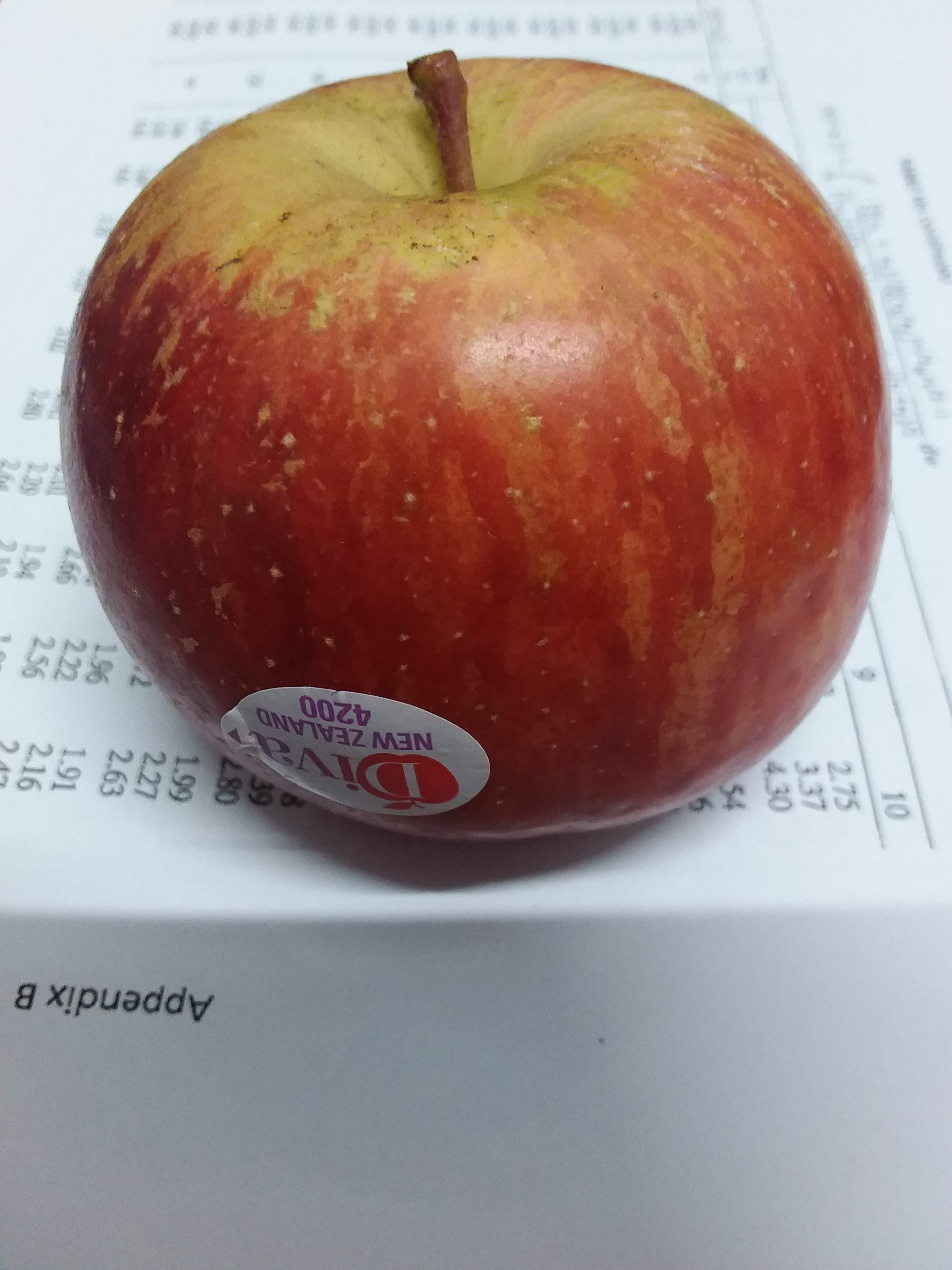
Un peu moins mûre.

## Origine
La pomme est obtenue en 1974, à Saint-Jean-sur-Richelieu (Québec), Canada.

## Protection
La variété est protégée au Canada.

## Description
- Usage : pomme à cidre et à dessert
- Calibre : moyen
- Peau : lisse, vert-jaune à violet-rouge foncé.
- Chair : crème, modérément ferme, juteuse.

## Parenté
Hybride : McIntosh x « 9AR5T17 »

## Pollinisation
- Floraison : mi-tardive

## Résistances et susceptibilités
- Tavelure : résistant (héritage du père « 9AR5T17 »)

## Culture
La variété est aussi bien destinée à la production de pommes à cidre aussi qu'à celle de pommes fraîches.